# Pic dels Pradells
El Pic dels Pradells és una muntanya de 1.705 m alt del límit dels termes comunals de Fillols i de Taurinyà, tots dos de la comarca del Conflent, a la Catalunya del Nord.
És a l'oest del terme de Taurinyà i a l'est del de Fillols. És al nord-oest del Coll de les Voltes i al sud del Bosc Negre.